# Sandy Jobs
Sandy Jobs (geboren 1974 in Frankfurt (Oder)) ist ein Hamburger Kraftsportler, Personaltrainer und Bodybuilding-Weltmeister.

## Leben
Sandy Jobs wuchs im Frankfurter Stadtteil Neuberesinchen auf. Nach der Schule machte er eine Ausbildung als Tischler und arbeitete in Müllrose und Frankfurt (Oder). Nebenbei spielte er als Schlagzeuger in einer Frankfurter Band. In der Zeit hatte er auch den Sport für sich entdeckt und musste sich bald für die Musik oder den Sport entscheiden, weil beides zeitlich nicht in Einklang zu bringen war. Er wählte den Sport und begann beim ASK zu trainieren, erhöhte das Pensum und begann nach Plänen zu arbeiten.
Nach seiner Ausbildung als Personaltrainer zog er 2003 nach Hamburg. 2006 fasste er den Entschluss, als Bodybuilder auf die Bühne zu gehen. Der mehrfache Weltmeister Olaf Peters nahm sich seiner an und führte ihn zu den ersten regionalen Wettkämpfen und zu seinem ersten Deutschen Meistertitel. Nach dem Wechsel zum neuen Coach Marcus Ringe startete er auch seine internationale Laufbahn.

## Sportliche Erfolge
Sandy Jobs ist 1,73 m groß und startet in der 80-kg-Klasse. Unter anderen errang er folgende Erfolge und Titel:
- 2011 Deutsche Vizemeister im Finale der Paare mit Jenny Zavrakis und Vizemeister im Finale Männer 2[2]
- 2014 Gesamtsieger der Berliner Meisterschaft[3]
- 2014 Teilnahme am Loaded Cup in Dänemark (hochdotierter Wettkampf nur für persönlich geladene Teilnehmer)
- 2015 Gesamtsieger in der Deutschen Masters-Meisterschaft
- 2015 Bronze bei den Europameisterschaften in Santa Susanna (Provinz Barcelona, Spanien)
- 2018 Weltmeister im spanischen Tarragona (Provinz Tarragona) im A-Kader des Deutschen Bodybuilding und Fitness-Verbandes (DBFV)[1]